# 西山廣一
西山 廣一（にしやま ひろいち、1929年9月12日 - ）は、日本の実業家で、第7代京王帝都電鉄（現・京王電鉄）社長を務めた。東京都出身。

## 来歴・人物
1951年に慶應義塾大学経済学部を卒業し、1953年に慶應義塾大学院経済研究科を修了し、同年に住友信託銀行に入社。住友信託銀行では、取締役、常務、専務、副社長を歴任した。
1988年をもって、退職し、同年に京王帝都電鉄の顧問に就任した。副社長を経て、1993年6月に社長に就任し、1999年に会長に就任し、2003年に相談役に就任した。
趣味は囲碁・音楽。